# Not Dark Yet
Not Dark Yet è un singolo del cantautore statunitense Bob Dylan pubblicato nel 1998 e tratto dall'album Time Out of Mind.

## Il brano
Il testo della canzone è narrativamente lineare, rispetto agli abituali standard lirici di Dylan, e il brano viene cantato dal punto di vista di un uomo vissuto e stanco, parzialmente rassegnato alla morte inevitabile che prima o poi arriverà anche per lui:
It's too hot to sleep and time is running away

Feel like my soul has turned into steel

I've still got the scars that the sun didn't heal

There's not even room enough to be anywhere

It's not dark yet, but it's getting there.»
Troppo caldo per dormire, e il tempo che rotola via

Mi sento come se la mia anima si fosse tramutata in acciaio

Ho ancora le cicatrici che il sole non ha rimarginato

Non c'è neppure un posto per stare in un luogo qualunque

Non è ancora buio, ma presto lo sarà.»
(Not Dark Yet, Bob Dylan)
La canzone compare anche nell'album The Passion of the Christ: Songs Inspired By e nella colonna sonora di Wonder Boys, oltre che nel documentario Why We Fight. È stata reinterpretata da Robyn Hitchcock nell'album di cover Robyn Signs, da Eric Clapton durante il tour del 2009 tra Regno Unito ed Irlanda e da Jimmy LaFave nell'album Cimarron Manifesto.
La canzone è stata oggetto di analisi letteraria da parte del professor Christopher Ricks che fece notare l'influenza del poeta John Keats sullo stile di scrittura di Dylan. Nel suo libro Dylan's Visions of Sin, Ricks, professore di lettere alla Boston University, tratteggia dei parallelismi tra Not Dark Yet e il poema di Keats Ode a un usignolo.

## Tracce singolo
CD (COL 665443 2)
1. Not Dark Yet - 6:29
2. Tombstone Blues[2] (Live) - 6:26
3. Ballad of a Thin Man[2] (Live) - 8:47
4. Boots of Spanish Leather[3] (Live) - 6:35

2-track CD (COL 665443 1)
1. Not Dark Yet - 6:29
2. Tombstone Blues[2] (Live) - 6:26

Not Dark Yet - Dylan Alive! Vol. 2 Japanese EP
1. Not Dark Yet
2. Boots of Spanish Leather[3] (Live)
3. Tears of Rage (Live)
4. Señor (Tales of Yankee Power) (Live)

## Cover
- La canzone è stata incisa in italiano da Francesco De Gregori, autore della traduzione, con il titolo Non è buio ancora, e inclusa nell'album De Gregori canta Bob Dylan - Amore e furto, pubblicato nel 2015.

## Riferimenti nella cultura di massa
- Not Dark Yet viene citata nel film Alta fedeltà.
- La canzone è il principale brano della colonna sonora del film Last Flag Flying del 2017, diretto da Richard Linklater.